# Tetrapedia rugulosa
Tetrapedia rugulosa là một loài Hymenoptera trong họ Apidae. Loài này được Friese mô tả khoa học năm 1899.